# Iwan Batschwarow
Iwan Iwanow Bytschwarow (bulgarisch Иван Иванов Бъчваров; * 28. November 1912 in Sewliewo; † 24. November 1966 in Preßburg) war ein bulgarischer Offizier, Politiker und Diplomat.

## Leben
Bytschwarow war als Funktionär des Bulgarischen Arbeiterjugendverbandes tätig und trat 1933 der Bulgarischen Kommunistischen Partei bei. Im Jahr 1943 wurde er Politkommissar der 8. Aufständischen operativen Zone. Von 1950 bis 1960 versah er das Amt des Chefs des Generalstabes der Bulgarischen Volksarmee. Er gehörte von 1954 bis 1966 dem Zentralkomitee der Bulgarischen Kommunistischen Partei an.
In den Jahren 1965 und 1966 war er bulgarischer Botschafter in der DDR.
Bytschwarow verfasste Artikel zu militärischen und militärpolitischen Fragestellungen. Er war Träger des Ordens Georgi Dimitrow.